# 北陸銀行
株式会社 北陸銀行（ほくりくぎんこう、英称：THE HOKURIKU BANK, LTD.）は、富山県富山市に本店を置く、地方銀行。北海道銀行とともにほくほくフィナンシャルグループの傘下にある。北陸3県（富山県・石川県・福井県）と北海道を主な地盤とする。経営理念は「地域共存」「公正堅実」「進取創造」。

## 概要
行名に冠した北陸地方（新潟県を含む）と北海道のほか、三大都市圏、北陸に近い岐阜県高山市と長野県長野市に店舗を持つほか、海外に駐在事務所を設けている（アメリカ合衆国、イギリス、中華人民共和国、シンガポール、タイ王国）。
本店を置く富山県では、県と富山市、高岡市などの県下多くの市町村の指定金融機関を受託している。
明治期の北海道移住者には富山県出身者が多かった縁もあり、北海道にも営業地盤を持ち、北陸銀を主要取引行とする道内企業は数多いとされる。また、道内の自治体では釧路町が指定金融機関としている。
平成に入り（特に東京地区において）バブル崩壊と金融危機の影響を受け、財務内容が悪化した。2004年（平成16年）9月に北海道銀行と経営統合し、ほくほくフィナンシャルグループを設立した。
経営破綻した石川銀行の営業のほとんどを継承したため、同行発祥の地である石川県では北國銀行に次ぐ店舗網を有しており、石川県民にも地元の銀行として定着している。
福井県の武生第五十七国立銀行と福井第九十一国立銀行も前身とすることから福井県内での営業基盤も強固である。
以前は預金通帳のキャラクターにムーミンを採用していた。2005年（平成17年）12月よりしばらく一般デザイン通帳のみの取り扱いとなっていたが、2016年6月よりマスコットキャラクターの「ほくまる」「りくひめ」柄の通帳・キャッシュカードを発行している。日本最小規模の地方銀行である富山銀行の筆頭株主でもあり、同行と店舗外ATMを共同設置している箇所もある。

## 北陸銀行と北海道のつながり
北陸銀行と北海道の繋がりは、前身の十二銀行が1899年（明治32年)に10月に、北海道内の第1号店として小樽支店を開設したことに始まる。これは、地元の北海道拓殖銀行の進出に半年先んじている。江戸時代から北海道と北陸地方は、北前船を通じて経済的・文化的な結びつきは密接であり、十二銀行はそれを背景とした進出であった。十二銀行はその後、1910年（明治43年）に札幌に店舗を開設しており、1986年（昭和61年）度末には北陸銀行の道内の店舗数は26店となった。2019年時点の道内店舗は16店に減少している。
帝国データバンクが企業概要ファイル「COSMOS2」に収録されている企業146万社（特殊法人・個人事業主を含む）を対象に行った「全国メーンバンク調査」（2016年12月）によると、北陸銀行をメインバンクとする企業は6,791社であり、北陸地方のシェアは15.32%で首位を獲得している他、北海道でも6位（2.903）であり、一定の強みを見せている。

## 沿革
- 1877年（明治10年）8月26日 - 石川県下金沢町（現・金沢市）下堤町51番邸に金沢第十二国立銀行開業[11]（旧加賀藩の前田家が7割を出資した士族中心の資本）。
- 1878年（明治11年）10月28日 -武生第五十七国立銀行開業[12]（福井藩の武生在住士族らが金禄公債証書を元に設立）。
- 1878年（明治11年）12月9日 -福井第九十一国立銀行開業[13]（福井藩士族らが金禄公債証書を元に設立）。
- 1879年（明治12年）2月1日 - 石川県富山町（現・富山県富山市）中町68番地に富山第百二十三国立銀行開業[14]（売薬業中心の資本）。
- 1884年（明治17年）1月4日 - 富山第百二十三国立銀行が金沢第十二国立銀行と合併し、富山第十二国立銀行を設立（同時に富山に本店を移転）[14]。
- 1897年（明治30年）
  - 3月27日 - 国立銀行営業満期により、武生第五十七国立銀行が私立銀行第五十七銀行と改称[12]。
  - 7月16日 - 国立銀行処分法により富山第十二国立銀行が株式会社十二銀行と改称[14]。
  - 10月 - 北陸商業銀行を合併[14]。
- 1899年（明治32年）10月2日 - 北海道初の支店である、十二銀行小樽支店を小樽区色内町19番地に開設[15]。
- 1928年（昭和3年）8月27日 - 十二銀行が福井第九十一銀行を吸収合併（本店は十二銀行福井支店となる）[16]。
- 1940年（昭和15年）11月1日 - 中越銀行が武生第五十七銀行を吸収合併[12]。
- 1943年（昭和18年）
  - 1月27日 - 十二・高岡・中越・富山の前身4行代表者、大蔵省（現・財務省）に参集して合併覚書に調印[17]。
  - 2月13日 - 名称を『北陸銀行』に決定する[17]。
  - 4月10日 - 4行代表者、大蔵省（現・財務省）において関係者立ち会いの上、合併契約書に調印[17]。
  - 5月12日 - 各行本店にて合併に関する臨時株主総会を開催。4行合併契約書など承認可決[17]。
  - 7月27日 - 十二・高岡・中越・富山の前身4行合併により株式会社北陸銀行設立（初代頭取は中田清兵衛）[17]。
  - 12月20日 - 金沢貯蓄銀行および富山合同貯蓄銀行を合併[17]。
  - 7月31日 - 北陸銀行営業開始[17]。
- 1945年（昭和20年）8月1日～2日 - 富山大空襲により本店が本部建物、南側建物、金庫室等を残して全焼。後に直ぐ仮営業を開始[18]。
- 1948年（昭和23年）4月1日 - 本店を現在地に移転[19]。
- 1959年（昭和34年）11月24日 - 本店新築のため富山市桜橋通り10番地、12番地の1に仮営業所を設置。また本店付近に袋町出張所を開設[20]。
- 1961年（昭和36年）
  - 6月3日 - 本店新築定礎式[21]。
  - 9月14日 - 東京証券取引所に株式を上場[22][21]。
  - 11月13日 - 現本店竣工開店[19][21]。
- 1973年（昭和48年）
  - 4月5日 - 富山県庁舎内の県庁内支店に北陸初の現金自動預け払い機を設置する[23]。
  - 11月12日 - 全店総合オンライン化完成[24]。
- 1977年（昭和52年）
  - 3月18日 - 新行章制定（同年4月1日より使用開始）[25]
  - 11月28日 - ニューヨーク駐在員事務所開設[26]。
- 1979年（昭和54年）10月15日 - 第2次オンラインシステム全店移行開始[27]。
- 1983年（昭和58年）2月3日 - ロンドン駐在員事務所開設（1998年〔平成10年〕3月まで）[22]。
- 1987年（昭和62年）
  - 5月1日 - VIを導入[28]。
  - 11月16日 - 富山相互銀行（現・富山第一銀行）とCDオンライン提携を開始[29]。
- 1991年（平成3年）1月7日 - 当行のテレビCMが北陸3県と北海道の民放9局で放送開始[28]。
- 1994年（平成6年）9月6日 - 上海駐在員事務所開設[30]。
- 1997年（平成9年）9月26日 - シンガポール駐在員事務所開設[31]。
- 2000年（平成12年）7月10日 - 新コンピュータセンター「北銀アルプスビル」（鉄骨鉄筋コンクリート7階建て、延べ9,871m2）完成[32][22]。
- 2001年（平成13年）
  - 1月4日 - アルプスビルが稼働開始[33]。
  - 5月 - 郵便貯金（現・ゆうちょ銀行）ATMとの提携開始。
- 2002年（平成14年）
  - 2月20日 - コンビニATM・イーネットの提携に参加[34]。
  - 4月 - 新川水橋信用金庫（現・にいかわ信用金庫）及び富山県信連とメール便を共同化。
  - 6月 - 富山銀行とメール便を共同化。
  - 7月 - 北海道銀行との業務提携の一環でATM相互無料開放を開始。
- 2003年（平成15年）
  - 3月24日 - 経営破綻した石川銀行の分割営業譲渡を受けて42店を吸収し、石川県内の店舗網を増強[22]。
  - 9月 - ほくぎんフィナンシャルグループを設立し、その完全子会社となる。
- 2004年（平成16年）
  - 7月 - コンビニATM・ローソンATMの提携に参加。
  - 9月 - 北海道銀行と経営統合してほくほくフィナンシャルグループ（ほくほくFG）に名称変更。
  - 12月 - 同行の直接子会社として、株式会社北銀コーポーレートを設立。
- 2005年（平成17年）
  - 2月 - 東京支店のある室町中央ビルの9・10Fに北海道銀行東京支店が移転入居
  - 3月 - 北見支店を北海道銀行北見支店へ業務継承。
  - 4月 - 網走支店を北海道銀行網走支店へ業務継承し、オホーツク海沿岸から撤退。
  - 4月 - 大阪支店が北海道銀行大阪支店の業務を継承。
- 2006年（平成18年）
  - 2月 - 高山信用金庫とATM相互無料開放を開始。
  - 7月 - 横浜銀行とATM相互無料開放を開始。
  - 12月 - 大垣共立銀行とATM相互無料開放を開始。
- 2007年（平成19年）
  - 3月 - 能登半島地震支援の緊急融資開始。
  - 4月 - 函館地区において北海道銀行との共同業務（メール便、現金業務）にみちのく銀行が参加。
  - 7月 - 北海道夕張市に北海道銀行とともに職員を2年間派遣。
  - 7月 - 新潟県中越沖地震支援の緊急融資開始。
  - 10月 - 福邦銀行とATM相互無料開放を開始。
  - 11月 - イオン銀行とATM利用提携を開始。
- 2008年（平成20年）
  - 2月 - 北海道銀行とATM相互入金サービス開始（終日無料）。
  - 9月 - 富山県信用組合とATM相互無料開放を開始。
  - 11月 - 大垣共立銀行とATM相互入金サービス開始（終日無料）。
- 2009年（平成21年）
  - 5月以降 - サークルKサンクスが展開しているBankTimeをりそな銀行と共同で提携。北陸地方3県にて順次サービス開始。
  - 9月 - セブン銀行とATM利用提携を開始。
  - 9月23日 - ロンドン駐在員事務所開設[22]。
- 2011年（平成23年）
  - 1月21日 - 大連駐在員事務所開設[22]。
  - 5月 - 勘定系システムを「MEJAR」へ移行（同じほくほくFGの北海道銀行と同時）。
- 2012年（平成24年）
  - 3月20日 - バンコク駐在員事務所開設[22]。
  - 12月 - デリバティブ商品販売に用いる内部審査の書類で顧客の署名判を不正に複製したとして、北陸財務局から業務改善命令を受ける[35][36]。
- 2013年（平成25年）12月24日 - 本店建物が国の登録有形文化財（建築物）に登録される[37]。
- 2015年（平成27年）4月 - 北海道銀と共に20年ぶりに平均で0.5%のベースアップを実施することが明らかとなる[38]。
- 2017年（平成29年）9月7日 - りそな銀行と共同で展開するATMサービス「まちかどATM」を石川県金沢市に初めて設置[39][40]。
- 2019年（令和元年）11月25日 - 北陸銀行を含むほくほくFG2行と横浜銀行が外国為替事務の共同化を発表[41]。
- 2021年（令和4年）
  - 4月5日 - 札幌支店建て替えのため北海道事務所が移転[42]。
  - 4月9日 - 札幌支店建て替えのため営業終了[42]。
  - 4月12日 - 札幌支店が仮店舗の北海道銀行中央支店跡へ移転[42][43]。
  - 11月29日 - セブン銀行と共同ATMを設置することで同意(引出手数料は平日昼間は無料。)[44]。
- 2024年（令和6年）
  - 3月4日 - 北海道事務所がほくほく札幌ビル2階へ移転[45]。
  - 3月11日 - 札幌支店がほくほく札幌ビル2階へ移転[45]。
- 2028年（令和10年）9月 - 富山駅北にて2025年（令和7年）8月1日より建設される（同年7月30日に地鎮祭）地上13階地下1階建てのほくほくフィナンシャルグループの新本社ビルが竣工し、2028年12月に同ビルに本部機能と本店営業部が移転して営業開始する（予定）[46][47]。

## 店舗網
2019年時点で187店舗となっている（本支店145、出張所42）。現在の店舗の詳細は、公式サイトの店舗・ATM検索を参照。
北陸地方（150店）
- 富山県（92店）
  - 富山市：47店
  - 東部（富山市・中新川郡舟橋村を除く）：11店 - 黒部市のYKK支店は、日本の銀行の店舗名で初めてアルファベットを採用した店舗である[48]。また、この店舗は15時閉店となっていない。
  - 西部（射水市以西）：34店
- 石川県（36店）
  - 金沢市：19店
  - 加賀地方（かほく市以南、河北郡内灘町・能美郡川北町を除く）：12店
  - 能登地方（羽咋市以北の各市）：4店
- 福井県（22店）
  - 福井市：10店
  - 小浜市を除く各市：12店

北海道（19店）
- 札幌市：9店
- 札幌市以外の地域：10店

東京都（7店）
- 台東区（2店）、中央区・文京区・新宿区・渋谷区（それぞれ1店）

愛知県（3店）
- 名古屋市中区（2店）、中村区（1店）

大阪府（3店）
- 大阪市中央区・東成区・平野区（それぞれ1店）

その他の地域
以下の地域はすべて1店舗となっている。
- 神奈川県（横浜市神奈川区）[49]、新潟県（新潟市中央区）、長野県（長野市）、岐阜県（高山市）[50]、京都府（京都市中京区）

## 自動機サービス

### ATM共同利用（相互無料開放）
- 個人・法人カードでは北海道銀行・横浜銀行・大垣共立銀行・富山銀行と、個人カードでは福邦銀行・にいかわ信用金庫・のと共栄信用金庫・高山信用金庫・富山県信用組合とATM共同利用を実施しており、各行庫が指定する平日時間内には手数料が徴収されない（ATM非設置の北海道銀行仙台支店・福邦銀行大阪支店や他行幹事共同ATMは対象外）。

なお、福邦銀行のカードでの出金の場合は平日時間外、土日祝日であっても時間外手数料は徴収されない。
- 北海道銀行・大垣共立銀行・富山銀行とは終日無料でカード相互入金も可能で、さらに北海道銀行とは相互間のカード振込をそれぞれ自行宛扱いにしている他、北海道銀行のATMで北陸銀行の通帳記帳と通帳入金（2011年（平成23年）5月6日以降に発行の通帳に限る）が可能になった。
- 富山県信組での北陸銀カード出金は土曜日9:00-14:00は時間外手数料がかからない。

### コンビニATM
カード入金は2014年11月17日から終日有料になるが、北陸地方内設置の「BankTime」のみ引続き終日無料。ただし、「ほくぎんポイント倶楽部」に500ポイント以上該当している限り、引続き全国のコンビニATMでのカード入金は終日無料。なお、旧サークルKサンクスに設置していたBankTimeは、ファミリーマートへの店舗替えとゆうちょ銀行ATMへのリプレイスに伴い減少している。
一方で、りそな銀行と共同で2017年から展開している「まちかどATM」では北陸3県のクスリのアオキやウエルシア薬局の店舗を中心に設置されている（2019年時点では福井県内には設置されていない）。現在の設置店舗やサービスの詳細は、公式サイトのまちかどATMのご案内を参照。

## 主要融資先
| - 北陸鉄道 - 北陸電力 - オリエンタルチエン工業 - 池田模範堂 - 北陸コンピュータ・サービス - ファイネス | - 北國新聞社 - 北陸朝日放送 - 石川テレビ放送 - エフエム石川 - 北日本放送 | - チューリップテレビ - 富山テレビ放送 - 富山エフエム放送 - 福井放送 - 北沢産業 |

## 野球部
1953年に企業チーム「北陸銀行硬式野球部」として創部し、2000年からクラブチーム「北銀クラブ」と形態を変えて活動していた。都市対抗野球大会に6回、社会人野球日本選手権大会に8回出場した北信越の強豪チームであったが、2003年限りで廃部となった。企業チームから通算50年の歴史を有した。廃部後は、OBや有志たちが選手の受け皿として富山ベースボールクラブが発足させたが北陸銀行の選手の人数は少なくなっている。

## ギャラリー

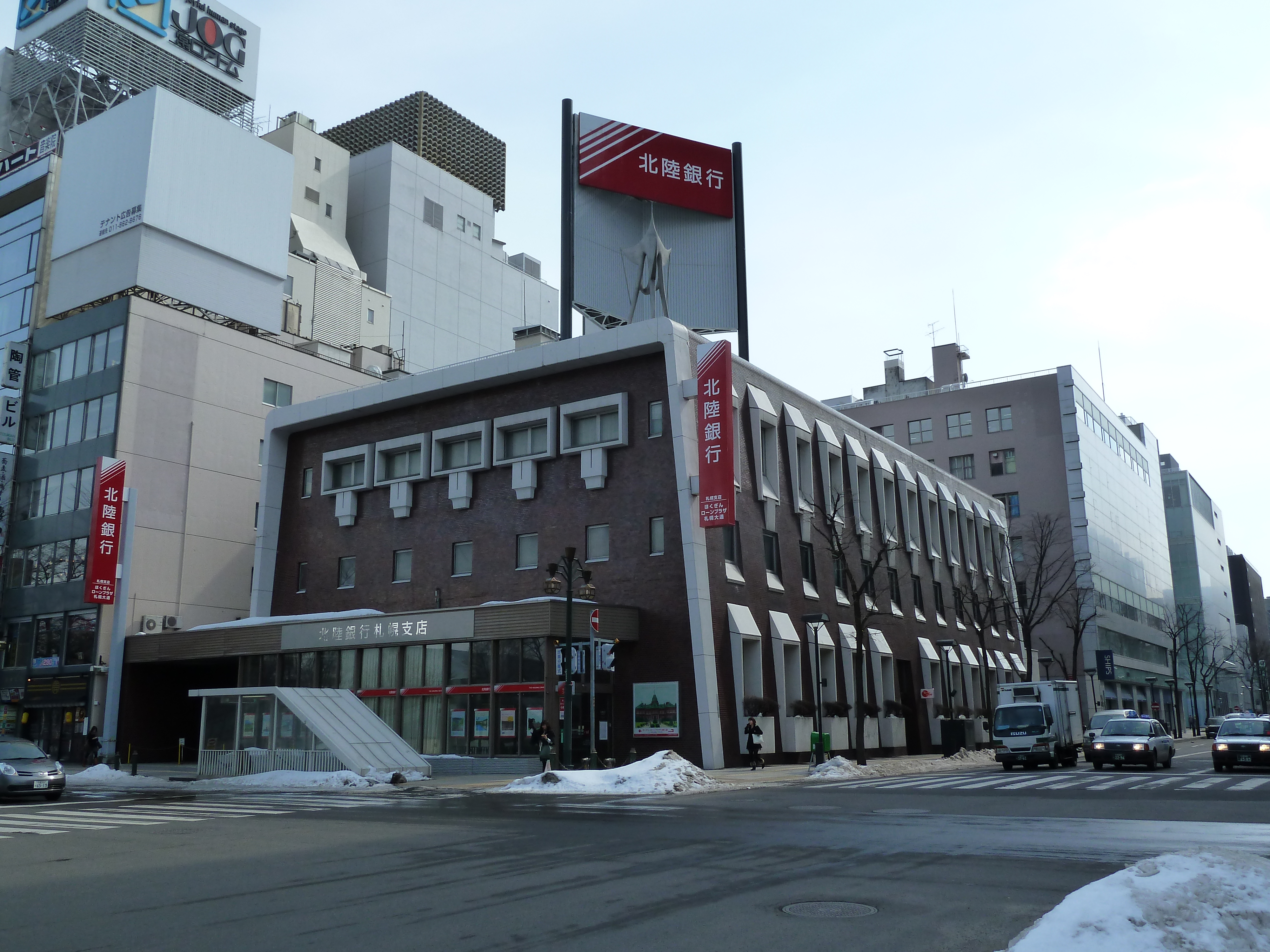
札幌支店（建て替え前[42]）
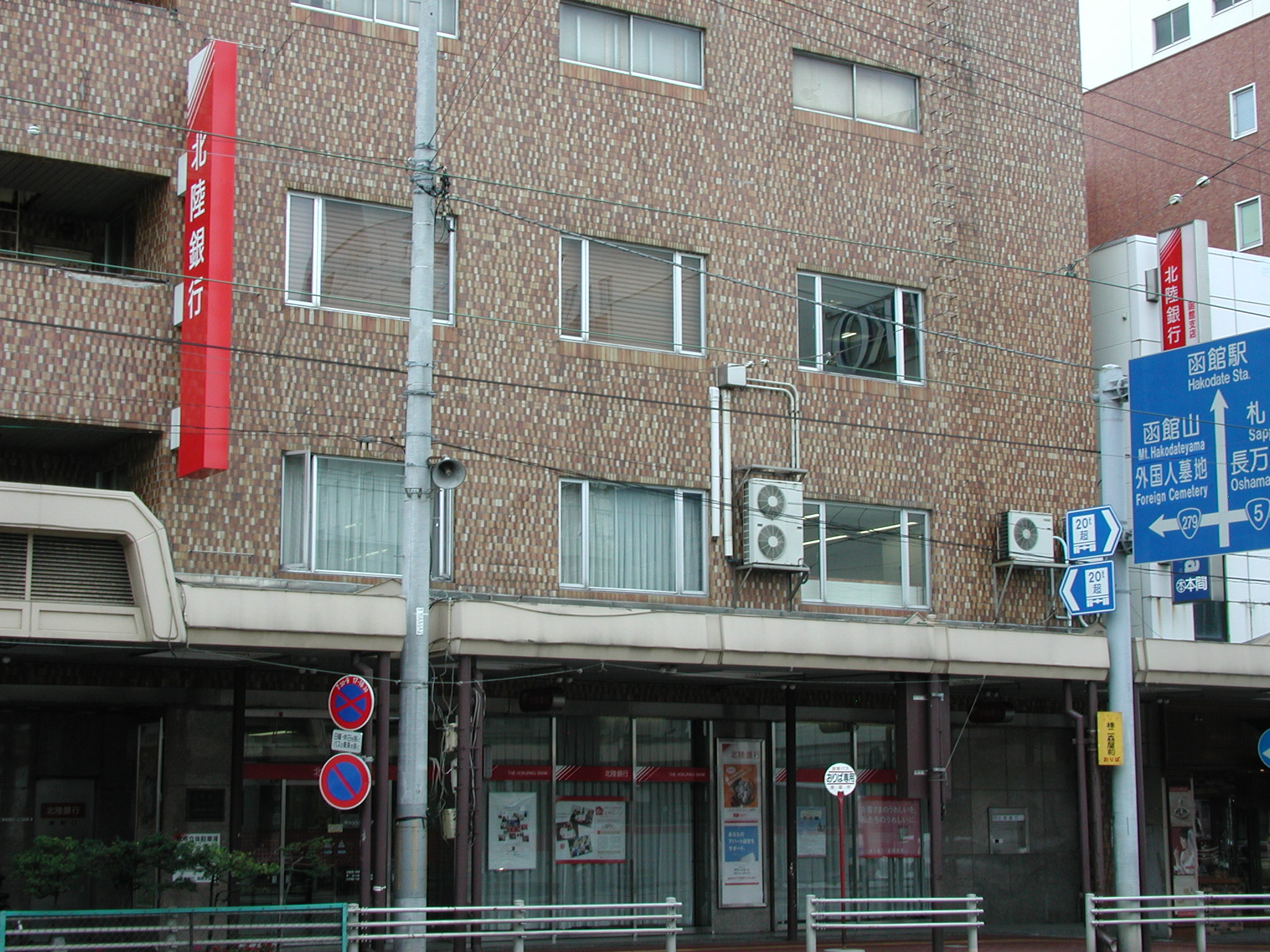
函館支店
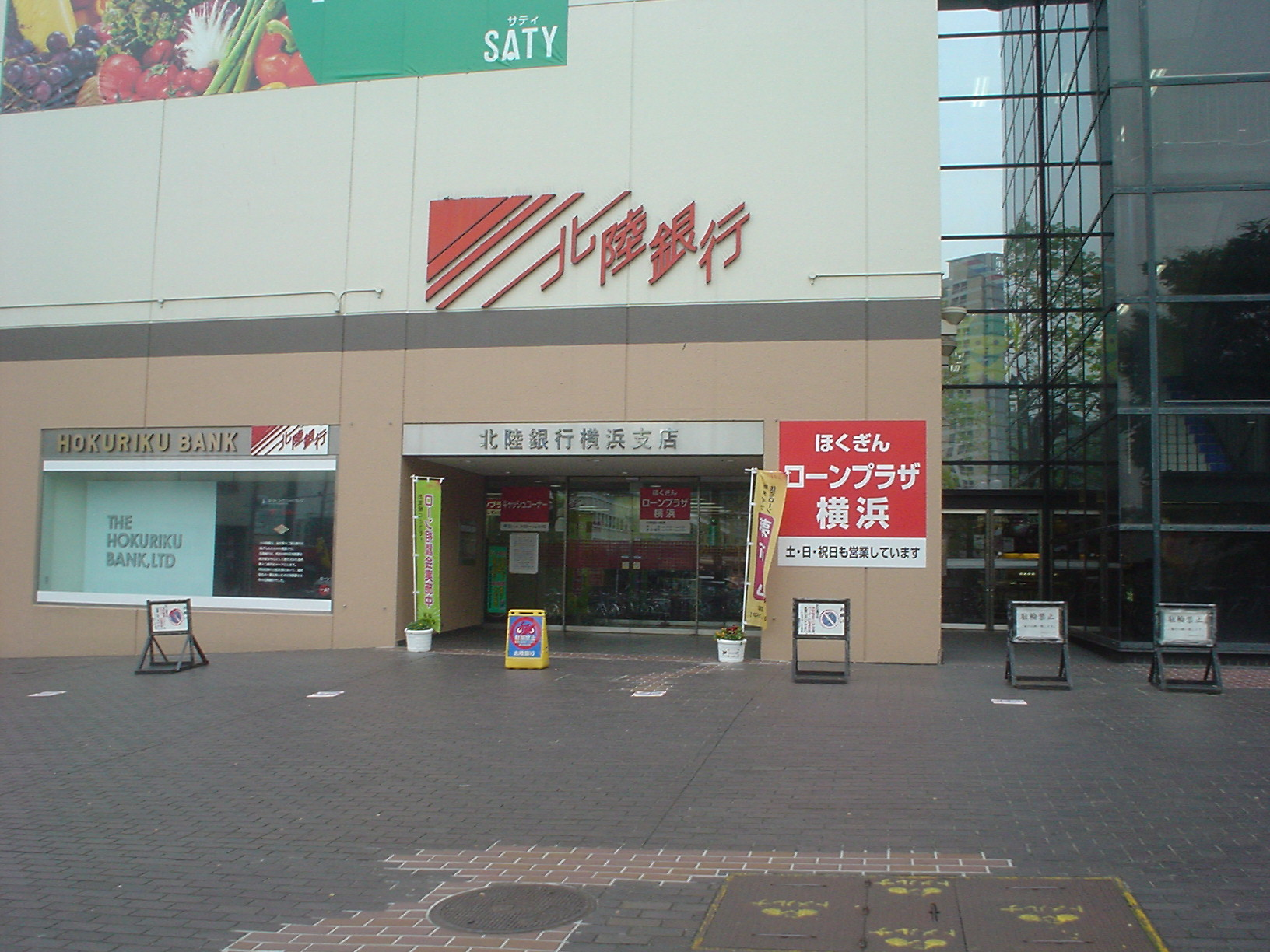
横浜支店（旧ロゴ、現在は同じビルで空中店舗化）
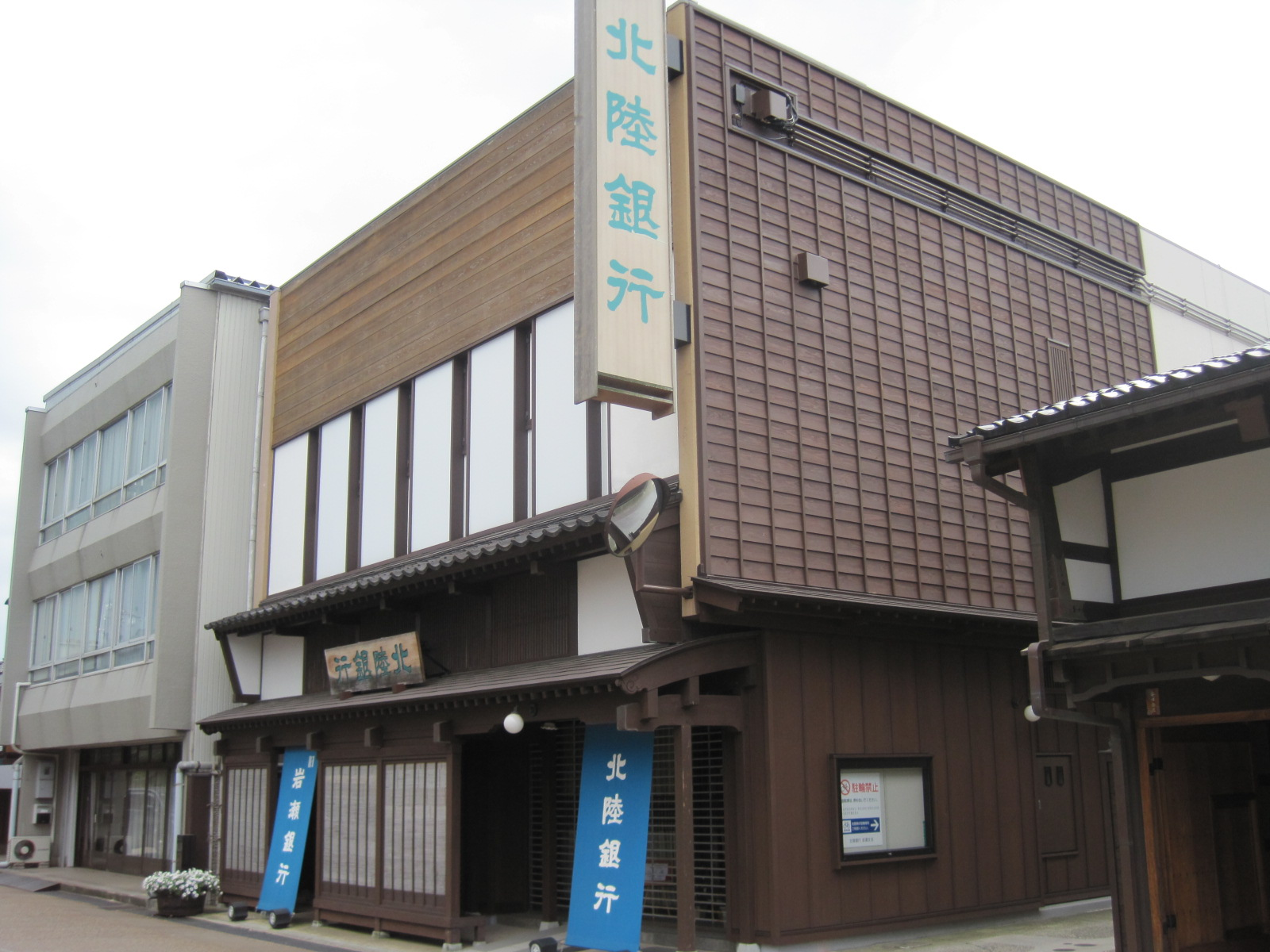
岩瀬支店（CI導入前のロゴを使用）
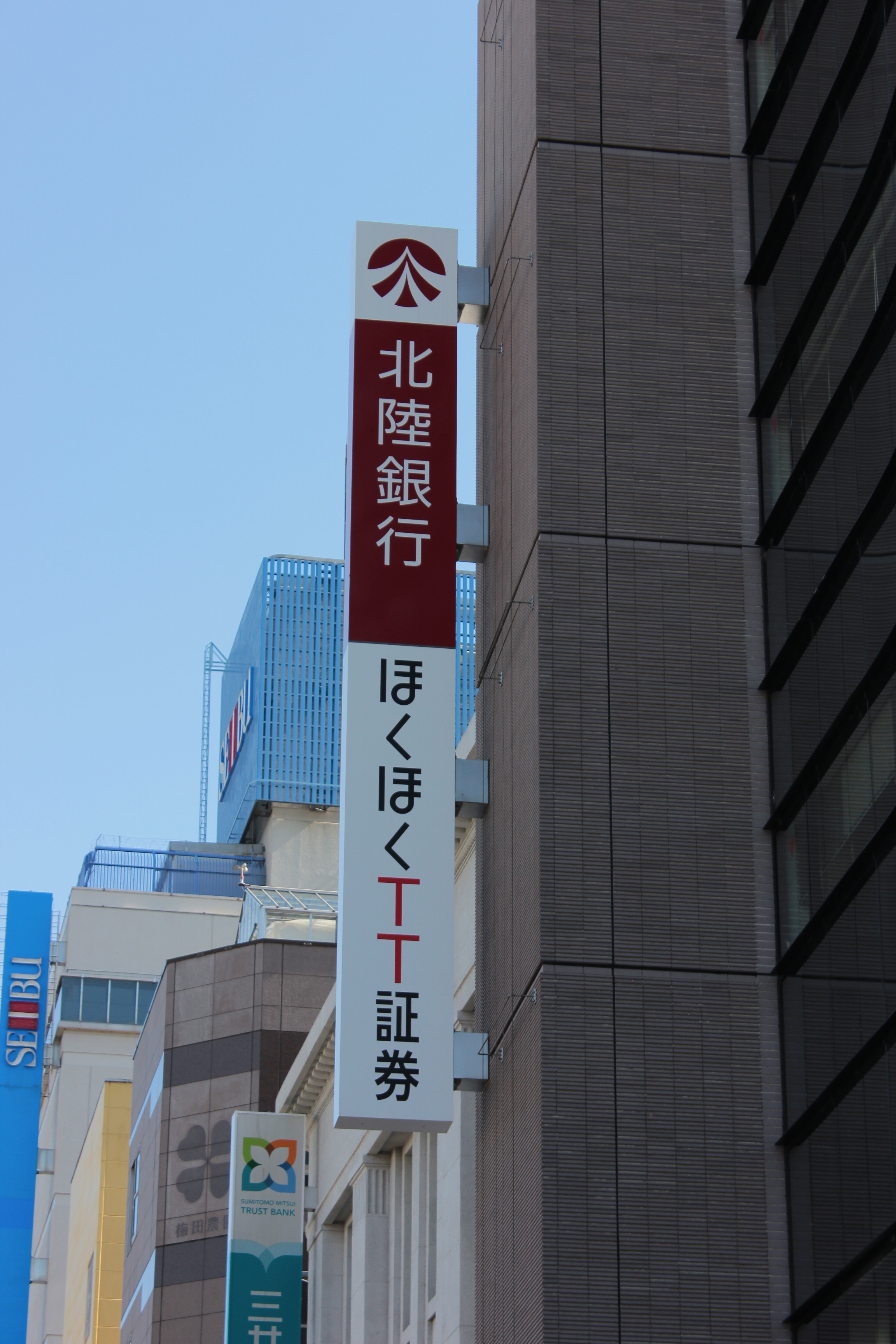
福井支店（現在は行章を併記したものを使用）
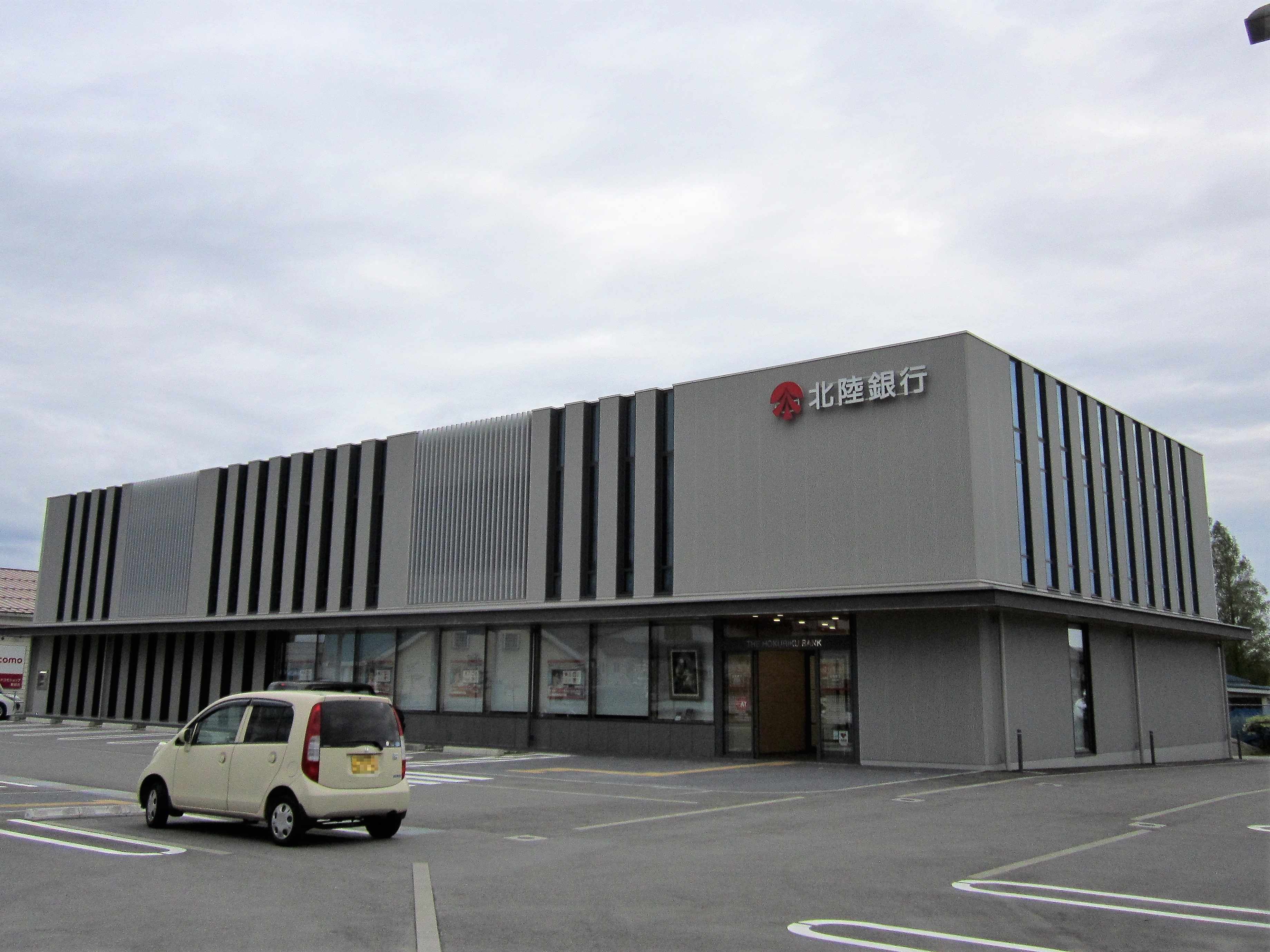
黒部支店（新ロゴ）
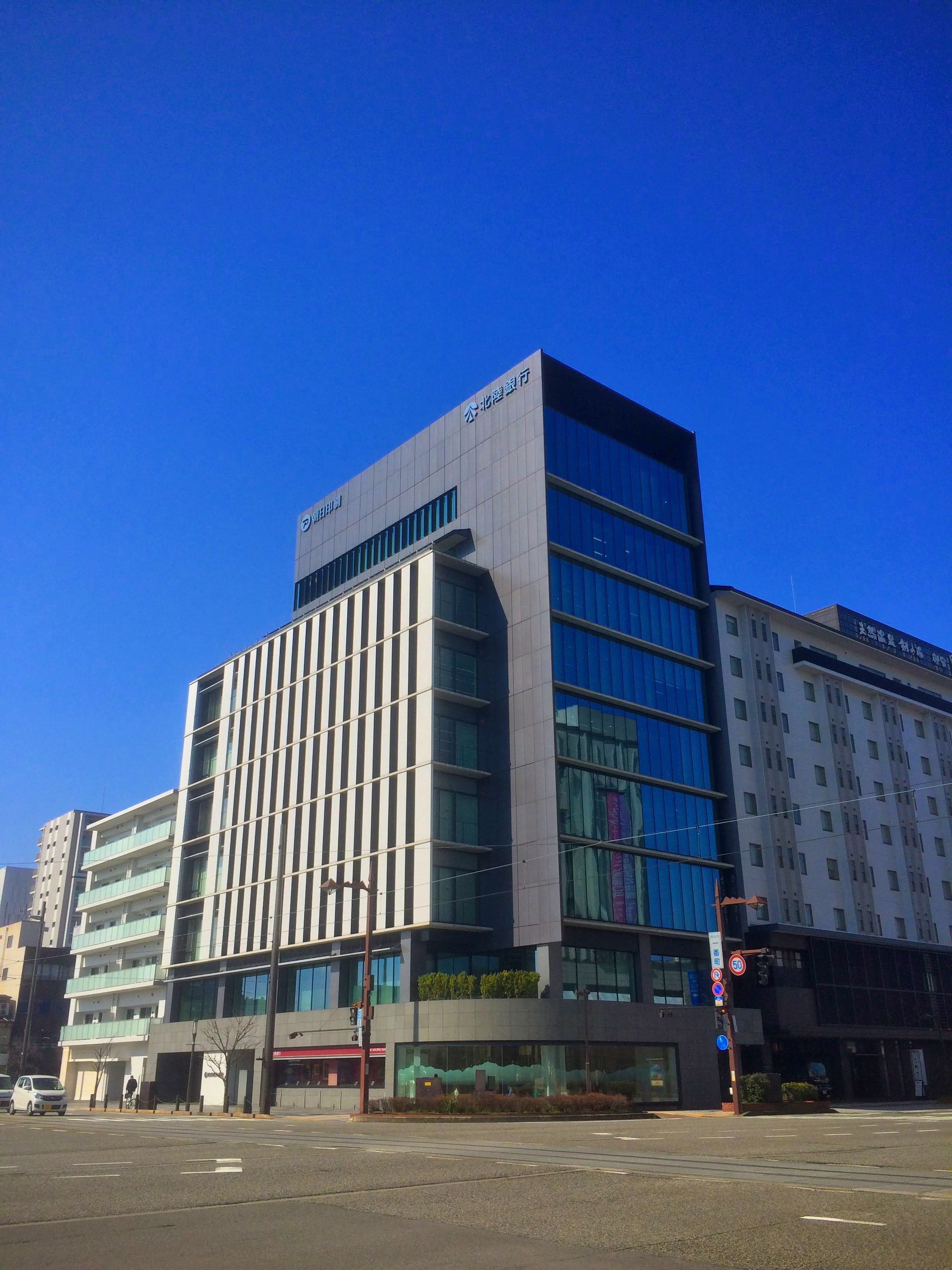
越前町支店（富山市、新ロゴ）
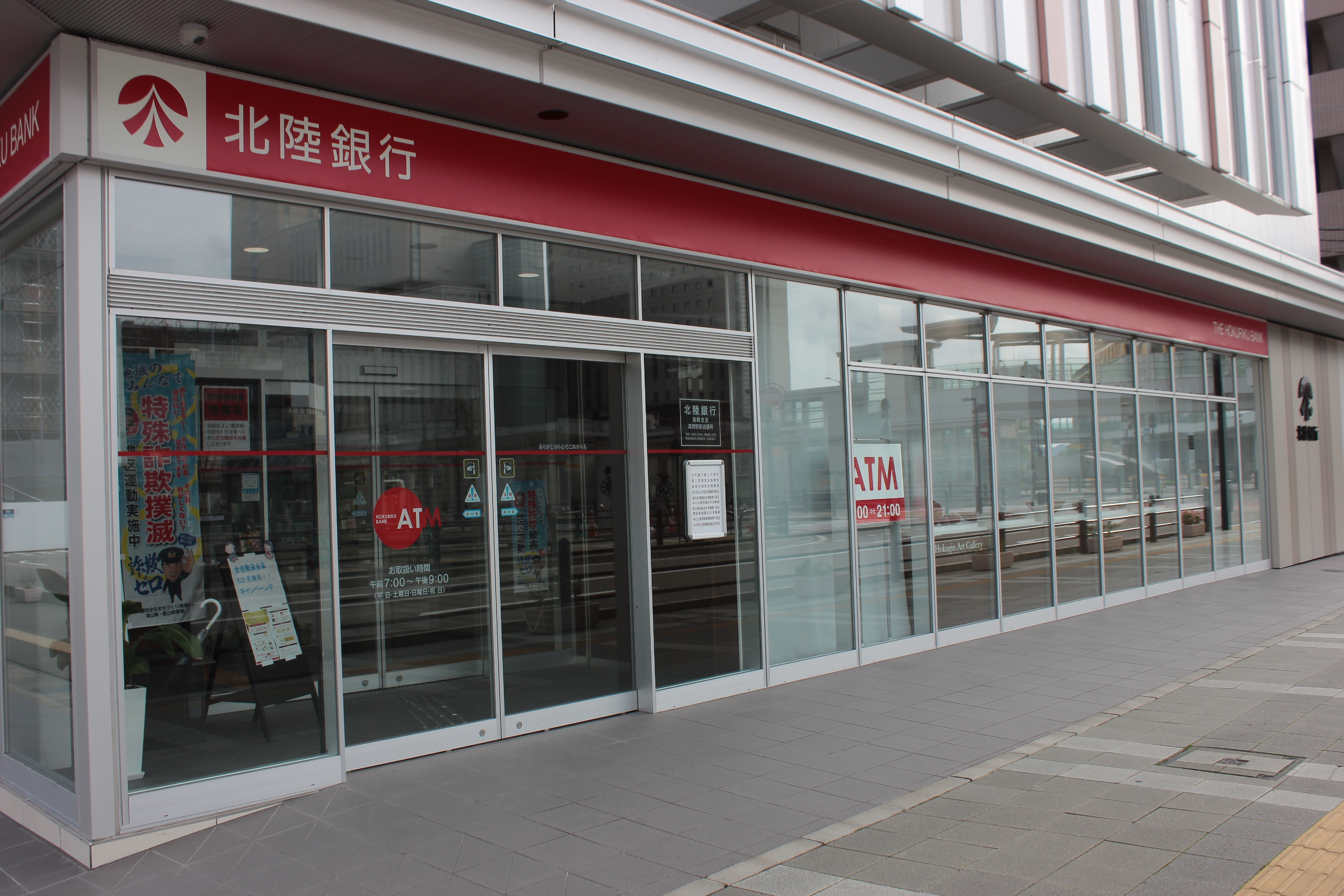
高岡支店高岡駅前出張所（新ロゴ）

## 関係人物
- 岡久雄 - 『こんな銀行ゼッタイ許せん!』の著者
- 田畑一也 - 現在は廃部となった銀行野球部から、ブランクを経て投手としてダイエー入り。その後、ヤクルトに移籍して活躍。
- 永田能隆 - 元プロ野球選手（オリックス・ブルーウェーブ、中日ドラゴンズ）投手。
- 王理恵
- 竹下景子 (1970年代にイメージキャラクターを務めた)
- 井出薫 (1994年から1997年頃までイメージキャラクターを務めた)
- 松田一男 - 株式会社ロプロ（旧：日栄）創業者
- 3代高広次平 - 元頭取